# Dimerodontium magnirete
Dimerodontium magnirete là một loài Rêu trong họ Fabroniaceae. Loài này được (Müll. Hal.) Müll. Hal. mô tả khoa học đầu tiên năm 1899.